# LIV Esposizione internazionale d'arte di Venezia

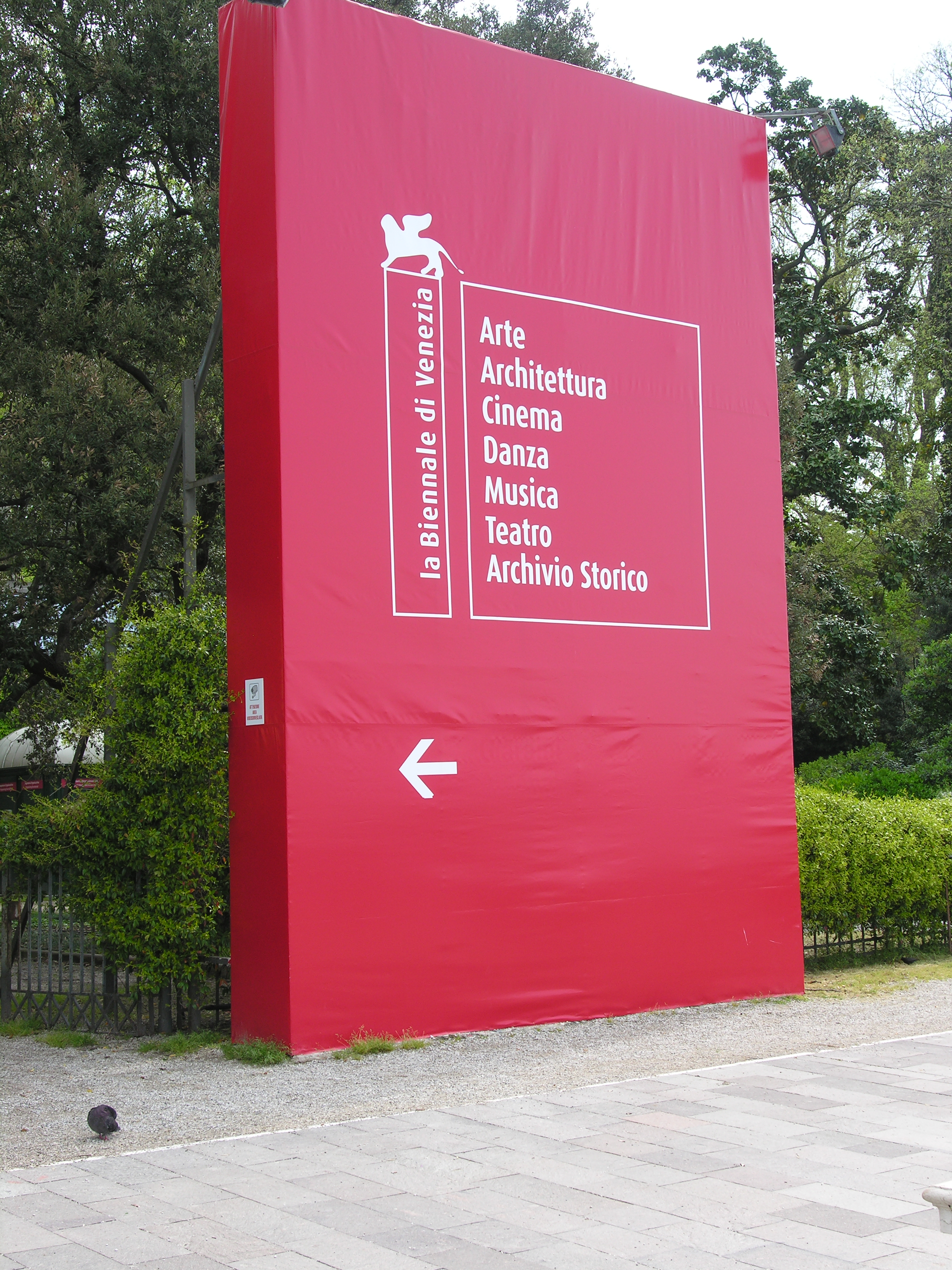
Ingresso dei Giardini della Biennale

La 54ª edizione dell'Esposizione Internazionale d'Arte si è svolta a Venezia dal 4 giugno al 27 novembre 2011 (con pre-apertura il 1º, 2 e 3 giugno), sotto la direzione artistica di Bice Curiger che ha scelto come titolo della manifestazione ILLUMInazioni.
L'11 marzo 2011 si è tenuta la conferenza stampa di presentazione, nel corso della quale il Presidente della Biennale Paolo Baratta si è lamentato per i tagli decisi dal Ministero per i beni e le attività culturali.
Nella conferenza stampa di chiusura, il presidente Paolo Baratta e la curatrice Bice Curiger hanno riassunto i dati della 54ª Biennale Arte: oltre 440mila visitatori, +18% rispetto al 2009, oltre 4.500 giornalisti accreditati (+20% rispetto al 2009). Il presidente Baratta ha definito la Biennale Arte 2011 «Una delle più festose, allegre e intelligenti mostre Internazionali degli ultimi anni».

## Biennale Arte 2011
Nelle intenzioni della curatrice Bice Curiger: «ILLUMInazioni contiene anche diverse allusioni, che spaziano dalle Illuminations impetuosamente poetiche di Arthur Rimbaud a quelle di Walter Benjamin fino alle "illuminazioni" profane improntate all'esperienza surrealista e, talora, anche ai codici miniati del Medioevo e alla Saggezza dell'Illuminazione della Persia del XII secolo. Con ILLUminazioni si intende portare al centro dell'attenzione un concetto artistico che pone enfasi sul riconoscimento intuitivo, sulla chiarificazione del pensiero, un incontro con l'arte che affina gli strumenti della percezione.»
Coerentemente con il «percorso di luce» scelto dalla curatrice, nella sala principale del Padiglione centrale erano esposte tre grandi tele del Tintoretto: Ultima Cena, dalla Basilica di San Giorgio Maggiore, Trafugamento del corpo di san Marco e  La creazione degli animali dalle Gallerie dell'Accademia.
Molte delle opere presentate alla Biennale Arte 2011 sono state realizzate appositamente da artisti come Monica Bonvicini, James Turrell, Nicholas Hlobo, Norma Jeane, R. H. Quaytman, Haroon Mirza, Loris Gréaud, Carol Bove, Gelitin, Dayanita Singh e Christopher Wool, spesso riferendosi direttamente al tema delle ILLUMInazioni.
A quattro artisti partecipanti la curatrice ha chiesto di creare altrettanti "parapadiglioni", strutture architettoniche e scultoree allestite ai Giardini e all'Arsenale, realizzate per ospitare il lavoro di altri artisti: Monika Sosnowska (Antechamber), Franz West (Extroversion), Song Dong (L'intelligenza della gente povera) e Oscar Tuazon (The trees e Raped Land).

### Artisti invitati
La curatrice Bice Curiger ha invitato 83 artisti da tutto il mondo, di cui 62 per la prima volta, 32 giovani nati dopo il 1975 e 32 presenze femminili.
Giorgio Andreotta Calò (Italia, 1979), Meris Angioletti (Italia, 1971), Nairy Baghramian (Iran, 1971), Yto Barrada (Francia, 1971), Elisabetta Benassi (Italia, 1966), Birdhead (Cina), Monica Bonvicini (Italia, 1965), Mohamed Bourouissa (Algeria, 1978), Carol Bove (Svizzera, 1971), Kerstin Brätsch (Germania, 1979), Gerard Byrne (Irlanda, 1969), 
Mariana Castillo Deball (Messico, 1975), Maurizio Cattelan (Italia, 1960), Gianni Colombo (Italia, 1937-1993), Martin Creed (Gran Bretagna, 1968), Das Institut (Kerstin Brätsch e Adele Röder), Guy de Cointet (Francia, 1934-1983), Gintaras Didžiapetris (Lituania, 1985), Song Dong (Cina, 1966), Trisha Donnelly (Stati Uniti, 1974), Shannon Ebner (Stati Uniti, 1971), Latifa Echakhch (Marocco, 1974), Ida Ekblad (Norvegia, 1980), Omer Fast (Israele, 1972), Urs Fischer (Svizzera, 1973), Peter Fischli & David Weiss (Svizzera), Llyn Foulkes (Stati Uniti, 1934), Luca Francesconi (Italia, 1979), Katharina Fritsch (Germania, 1956), Cyprien Gaillard (Francia, 1980), Ryan Gander (Gran Bretagna, 1976), Gedewon (Etiopia, 1939-1995), Dani Gal (Israele, 1975), Gelitin (Austria), Luigi Ghirri (Italia, 1943-1992), David Goldblatt (Sudafrica, 1930), Jack Goldstein (1945-2003), Loris Gréaud (Francia, 1979), Nicholas Hlobo (Sudafrica, 1975), Karl Holmqvist (Svezia, 1964), Bruno Jakob (Svizzera, 1954), Norma Jeane (Stati Uniti, 1962), Rashid Johnson (Stati Uniti, 1977), Annette Kelm (Germania, 1975), Gabriel Kuri (Messico, 1970), Elad Lassry (Israele, 1977),  Klara Lidén (Svezia, 1979), Christian Marclay (Stati Uniti, 1955), Fabian Marti (Svizzera, 1979), Nathaniel Mellors (Gran Bretagna, 1974), Asier Mendizabal (Spagna, 1973), Haroon Mirza (Gran Bretagna, 1977), Jean-Luc Mylayne (Francia, 1946), Shahryar Nashat (Svizzera, 1975), Navid Nuur (Iran, 1976), Roman Ondák (Slovacchia, 1976), Nicolás Paris (Colombia, 1977), Philippe Parreno (Algeria, 1964), Mai-Thu Perret (Svizzera, 1976), Amalia Pica (Argentina, 1978), Giulia Piscitelli (Italia, 1965), Sigmar Polke (1941-2010), Seth Price (Stati Uniti), R. H. Quaytman (Stati Uniti, 1961), Nick Relph (Gran Bretagna, 1979), Pipilotti Rist (Svizzera, 1962), Marinella Senatore (Italia, 1977), Cindy Sherman (Stati Uniti, 1954), Dayanita Singh (India, 1961), Josh Smith (Stati Uniti), Monika Sosnowska (Polonia, 1972), Frances Stark (Stati Uniti, 1967), Elaine Sturtevant (1924-2014), Tintoretto (Venezia, 1518-1594), Anya Titova (Russia, 1984), Rosemarie Trockel (Germania, 1952), Oscar Tuazon (Stati Uniti, 1975), James Turrell (Stati Uniti, 1943), Emily Wardill (Gran Bretagna, 1977), Rebecca Warren (Gran Bretagna, 1965), Corinne Wasmuht (Germania, 1964), Andro Wekua (Georgia, 1977), Franz West (Austria, 1947-2012), Johanna Natalie Wintsch (1871-1944), Christopher Wool (Stati Uniti, 1955).

## Partecipazioni nazionali
L'esposizione ILLUMInazioni è stata affiancata da 89 Partecipazioni nazionali negli storici Padiglioni ai Giardini, all'Arsenale e nel centro storico di Venezia, per la prima volta sono stati presenti Andorra, Arabia Saudita, Bangladesh, Haiti.
| Paese                                | Luogo                                            | Titolo | Artista/i | Curatore/i                                                                        | Note |
| ------------------------------------ | ------------------------------------------------ | --- | --- | --------------------------------------------------------------------------------- | ---- |
| Albania                              | Spazio Rolak                                     | Geopathies | Anila Rubiku, Orion Shima, Gentian Shkurti, Eltjon Valle, Driant Zeneli | Riccardo Caldura                                                                  |      |
| Andorra                              | Chiesa di San Samuele                            | Més enllà de la visió / Oltre la visione                                                                            | Helena Guàrdia Ribó, Francisco Sánchez Sánchez | Paolo De Grandis, Josep M. Ubach Bernada                                          |      |
| Arabia Saudita                       | Artiglierie all'Arsenale                         | The Black Arch | Shadia Alem, Raja Alem | Mona Khazindar, Robin Start                                                       |      |
| Argentina                            | Artiglierie all'Arsenale                         | Ahora estaré con mi hijo                                                                                            | Adrián Villar Rojas | Rodrigo Alonso                                                                    |      |
| Armenia                              | Ca' Zenobio degli Armeni                         | Manuals: Subjects of New Universality                                                                               | Mher Azatyan ,Grigor Khachatryan, Astghik Melkonyan | Ruben Arevshatyan, Vardan Azatyan, Nazareth Karoyan                               |      |
| Australia                            | Giardini                                         | The Golden Thread                                                                                                   | Hany Armanious | Anne Ellegood                                                                     |      |
| Austria                              | Giardini                                         | | Markus Schinwald |                                                                                   |      |
| Azerbaigian                          | Palazzo Benzon                                   | Relational, of Baku                                                                                                 | Mikayil Abdurahmanov, Zeigam Azizov, Khanlar Gasimov, Aga Ousseinov, Altay Sadikhzade, Aidan Salakhova | Chingiz Farzaliyev, Beral Madra                                                   |      |
| Bangladesh                           | Gervasuti Foundation                             | Parables | Tayeba Begum Lipi, Promotesh Das Pulak, Imran Hossain Piplu, Kabir Ahmed Masum Chisty, Mahbubur Rahman | Mary Angela Schroth, Paolo W. Tamburella                                          |      |
| Belgio                               | Giardini                                         | Feuilleton | Angel Vergara | Luc Tuymans                                                                       |      |
| Bielorussia                          | Spazio Thetis                                    | Kodex | Yury Alisevich, Artur Klinau, Kanstantsin Kastsiuchenka, Viktar Piatrou, Dzianis Skvartsou | Mikhail Barazna                                                                   |      |
| Brasile                              | Giardini                                         | Registros + (Ex) Tensões y Pontos                                                                                   | Artur Barrio | Moacir dos Anjos, Agnaldo Farias                                                  |      |
| Bulgaria                             | Palazzo Carminati                                | Bond of Generation                                                                                                  | Greddy Assa, Pavel Koychev, Houben Tcherkelov | George Luks                                                                       |      |
| Canada                               | Giardini                                         | Exhume to Consume                                                                                                   | Steven Shearer | Josée Drouin-Brisebois                                                            |      |
| Rep. Ceca e Slovacchia               | Giardini                                         | The Sleeping City                                                                                                   | Dominik Lang | Yvonna Ferencová                                                                  |      |
| Cile                                 | Artiglierie all'Arsenale                         | Gran Sur | Fernando Prats | Fernando Castro Flórez                                                            |      |
| Cina                                 | Deposito delle Cisterne e Giardino delle Vergini | Pervasion | Yuan Gong, Yang Maoyuan, Gongkai Pan, Liang Yuanwei, Cai Zhisong | Peng Feng                                                                         |      |
| Cipro                                | Palazzo Malipiero                                | Temporal Taxonomy                                                                                                   | Marianna Christofides, Elizabeth Hoak-Doering | Yiannis Toumazis                                                                  |      |
| Corea del Sud                        | Giardini                                         | The Love is gone but the Scar will heal                                                                             | Lee Yongbaek |                                                                                   |      |
| Costa Rica                           | Sant'Elena, Campo de la Chiesa                   | Stupore | Luis Chacón, Francisco Córdoba, Silvia Fossati, Raffaella Rosa Lorenzo, Gianfranco Meggiato, Gavin Rain, Jaime David Tischler, Patrizio Travagli, Horst Uhlemann, Alec Von Bargen, Wok design, Luca Zampetti | Francesco Elisei, Luca Carniato, Dino Leoni                                       |      |
| Croazia                              | Artiglierie all'Arsenale                         | One Needs to Live Self-Confidently... Watching                                                                      | BADco, Antonio G. Lauer | What, How and for Whom/WHW                                                        |      |
| Cuba                                 | San Servolo e Caserma Cornoldi                   | Cuba mon amour | Alexandre Arrechea, Alessandro Busci, Yoan Capote, Felipe Cardeña, Duvier Del Dago, Giorgio Ortona, Alessandro Papetti, Eduardo Ponjuàn, Desiderio | Duccio Trombadori, Jorge Fernandez                                                |      |
| Danimarca                            | Giardini                                         | SPEECH MATTERS | Johannes af Tavasheden, Agency, Robert Crumb, Lilibeth Cuenca Rasmussen, Zhang Dali, Stelios Faitakis, FOS, Sharon Hayes, Han Hoogerbrugge, Mikhail Karikis, Thomas Kilpper, Runo Lagomarsino, Tala Madani, Rene Gabri & Ayreen Anastas, Taryn Simon, Jan Švankmajer, Wendelien van Oldenborgh, Tilman Wendland | Katerina Gregos                                                                   |      |
| Egitto                               | Giardini                                         | 30 Days of Running in the Space                                                                                     | Ahmed Basiony | Aida Eltorie                                                                      |      |
| Emirati Arabi Uniti                  | Artiglierie all'Arsenale                         | Second Time Around                                                                                                  | Reem Al Ghaith, Abdullah Al Saadi, Lateefa Bint Maktoum | Vasif Kortun                                                                      |      |
| Estonia                              | Palazzo Malipiero                                | A Woman Takes Little Space                                                                                          | Liina Siib | Adam Budak                                                                        |      |
| Ex Repubblica Jugoslava di Macedonia | Palazzo Malipiero                                | Leap | Žarko Bašeski | Emil Aleksiev                                                                     |      |
| Ex Repubblica Jugoslava di Macedonia | Palazzo Pesaro Papafava                          | ZERO: The Trailer Files                                                                                             | Art Collective Zero | Gorancho Gjorgjievski                                                             |      |
| Finlandia                            | Padiglione Alvar Aalto ai Giardini               | And all structures are unstable 2011                                                                                | Vesa-Pekka Rannikko | Laura Köönikkä                                                                    |      |
| Francia                              | Giardini                                         | Chance | Christian Boltanski | Jean-Hubert Martin                                                                |      |
| Georgia                              | Palazzo Pisani                                   | Any-Medium-Whatever                                                                                                 | Tamara Kvesitadze | Henk Slager                                                                       |      |
| Germania                             | Giardini                                         | A Church of Fear vs. the Alien Within                                                                               | Christoph Schlingensief |                                                                                   |      |
| Giappone                             | Giardini                                         | Teleco-soup | Tabaimo |                                                                                   |      |
| Gran Bretagna                        | Giardini                                         | I, IMPOSTOR | Michael Nelson | Richard Riley                                                                     |      |
| Grecia                               | Giardini                                         | Beyond Reform | Diohandi | Maria Marangou                                                                    |      |
| Haiti                                | Riva dei Sette Martiri                           | Death and Fertility                                                                                                 | Jean Hérard Celeur, André Eugène, Claude Saintilus | Daniele Geminiani, Leah Gordon                                                    |      |
| Haiti                                | Fondazione Querini Stampalia                     | Haiti Kingdom of This World                                                                                         | Sergine André, Elodie Barthelemy, Mario Benjamin, Maksaens Denis, Edouard Duval-Carrié, Frankétienne, Guyodo, Sébastien Jean, Killy, Tessa Mars, Pascale Monnin, Paskö, Barbara Prézeau, Roberto Stephenson, Hervé Télémaque                                                                                    | Giscard Bouchotte                                                                 |      |
| India                                | Artiglierie all'Arsenale                         | Everyone Agrees: It’s About to Explode                                                                              | Desire Machine Collective, Zarina Hashmi, Gigi Scaria, Praneet Soi, Sonal Jain, Mriganka Madhukaillyai | Ranjit Hoskote                                                                    |      |
| Iran                                 | Palazzo Malipiero                                | In the name of god                                                                                                  | Morteza Darehbaghi, Mohammad Mehdi Ghanbeigy, Monir Ghanbeigy, Mohsen Rastani | Ehsan Aghaei                                                                      |      |
| Iraq                                 | Gervasuti Foundation                             | Acqua Ferita (Wounded Water)                                                                                        | Adel Abidin, Halim Al Karim, Ahmed Alsoudani, Ali Assaf, Azad Nanakeli, Walid Siti | Mary Angela Schroth                                                               |      |
| Irlanda                              | Pio Ospedale della Pietà                         | | Corban Walker | Eamonn Maxwell                                                                    |      |
| Islanda                              | Ca' Zenobio degli Armeni                         | Under Deconstruction                                                                                                | Libia Castro, Olafur Olafsson | Ellen Blumenstein                                                                 |      |
| Israele                              | Giardini                                         | One man's floor is another man's feelings                                                                           | Sigalit Landau | Jean de Loisy, Ilan Wizgan                                                        |      |
| Italia                               | Tese delle Vergini all'Arsenale                  | L'arte non è cosa nostra                                                                                            | 292 artisti | Vittorio Sgarbi                                                                   |      |
| Lettonia                             | Palazzo Albrizzi, Cannaregio 4118                | Tranquillità artificiale (Il paesaggio contemporaneo)                                                               | Kristaps Ģelzis | Astrida Rogule                                                                    |      |
| Lituania                             | Scuola di San Pasquale                           | Behind the White Curtain                                                                                            | Darius Mikšys |                                                                                   |      |
| Lussemburgo                          | Ca' del Duca                                     | Le cercle fermé | Jean Bechameil, Martine Feipel | Kevin Muhlen                                                                      |      |
| Messico                              | Palazzo Rota Ivancich                            | Cuadrado rojo, imposible rosa                                                                                       | Rafael Ortega, Melanie Smith | José Luis Barrios Lara                                                            |      |
| Moldavia                             | Galleria d'Arte III Millennio                    | Cognition | Nicoleta Stati |                                                                                   |      |
| Moldavia                             | Galleria d'Arte III Millennio                    | The world around me                                                                                                 | Valeria Duca |                                                                                   |      |
| Moldavia                             | Squero di San Trovaso                            | Transnistria | Art Group Moë | Oxana Maleeva                                                                     |      |
| Montenegro                           | Palazzo Malipiero                                | The Fridge Factory and Clear Waters                                                                                 | Marina Abramović, Ilija Šoškić, Natalija Vujošević | Svetlana Racanović, Petar Ćuković                                                 |      |
| Norvegia                             | Università Iuav di Venezia, Facoltà di Design    | Beyond Death: Viral Discontents and Contemporary Notions about AIDS                                                 | Bjarne Melgaard | Marta Kuzma, Pablo Lafuente, Peter Osborne                                        |      |
| Norvegia                             | Università Iuav di Venezia, Facoltà di Design    | The State of Things                                                                                                 | Franco Berardi, Leo Bersani, Judith Butler, T. J. Clark, Jan Egeland, Fawaz Gerges, Jacques Rancière, Saskia Sassen, Vandana Shiva, Eyal Weizman | Marta Kuzma, Pablo Lafuente, Peter Osborne                                        |      |
| Nuova Zelanda                        | Palazzo Loredan dell'Ambasciatore                | On First Looking into Chapman’s Homer                                                                               | Michael Parekowhai |                                                                                   |      |
| Paesi Bassi                          | Giardini                                         | Opera Aperta/ Loose Work                                                                                            | Paul Kuipers, Yannis Kyriakides, Maureen Mooren, Joke Robaard, Johannes Schwartz, Sanneke Van Hassel, Herman Verkerk, Barbara Visser | Guus Beumer                                                                       |      |
| Polonia                              | Giardini                                         | ...and Europe will be stunned                                                                                       | Yael Bartana | Sebastian Cichocki, Galit Eilat                                                   |      |
| Portogallo                           | Fondaco Marcello                                 | Scenario | Francisco Tropa | Sergio Mah                                                                        |      |
| Romania                              | Giardini                                         | Performing History                                                                                                  | Anetta Mona Chişa, Ion Grigorescu, Lucia Tkáčová | Maria Rus Bojan, Ami Barak                                                        |      |
| Romania                              | Palazzo Correr                                   | Romanian Cultural Resolution- documentary                                                                           | Adrian Bojenoiu, Alexandru Niculescu |                                                                                   |      |
| Russia                               | Giardini                                         | Empty Zones | Collective Action Group, Andrei Monastyrski | Boris Groys                                                                       |      |
| San Marino                           | Palazzo Riva del Vin                             | Luce In-azione | Dorothee Albrecht, Marco Bravura, Cristian Ceccaroni, Daniela Comani, Ottavio Fabbri, Verdiano Marzi, Patrizia Merendi, Omar Paolucci, Cristina Rotondaro, Lars Teichmann, Thea Tini, Daniela Tonelli, Paola Turroni                                                                                            | Valerio Pradal                                                                    |      |
| Serbia                               | Giardini                                         | Light and darkness of symbols                                                                                       | Rasa Dragoljub Todosijevic |                                                                                   |      |
| Singapore                            | Museo Diocesano di Venezia                       | The Cloud of Unknowing                                                                                              | Ho Tzu Nyen | June Yap                                                                          |      |
| Siria                                | San Servolo e Caserma Cornoldi                   | Evoluzione | Sabhan Adam, Talal al Abdalla, Bernard Aubertin, Nemat Badawi, Beppe Bonetti, Ivan Lardschneider, Renato Mambor, Piero Mottola, Salvo Pastorello, Pg-Slis, Nizar Sabour, Rima Salamoun | Fabio Anselmi, Sandro Orlandi                                                     |      |
| Slovenia                             | Galleria A+A                                     | Heaters for Hot Feelings                                                                                            | Mirko Bratuša | Nadja Zgonik                                                                      |      |
| Spagna                               | Giardini                                         | L'inadeguato / Lo inadecuado / The inadequate                                                                       | Dora García | Katya García-Antón                                                                |      |
| Stati Uniti                          | Giardini                                         | Gloria | Allora & Calzadilla | Lisa D. Freiman                                                                   |      |
| Sudafrica                            | Torre di Porta Nuova (Arsenale)                  | Desire: Ideal Narratives in Contemporary South African Art                                                          | Siemon Allen, Lyndi Sales, Mary Sibande | Thembinkosi Goniwe                                                                |      |
| Svezia                               | Padiglione Paesi Nordici ai Giardini             | Borderless Bastards (multi-culti abc)                                                                               | Fia Backström | Magnus af Petersens                                                               |      |
| Svezia                               | Padiglione Paesi Nordici ai Giardini             | Windows, Trees and Inbetween                                                                                        | Andreas Eriksson | Magnus af Petersens                                                               |      |
| Svizzera                             | Giardini                                         | Crystal of Resistance                                                                                               | Thomas Hirschhorn | Urs Staub                                                                         |      |
| Svizzera                             | Teatro Fondamenta Nuove                          | Chewing the Scenery                                                                                                 | Pauline Boudry, Raphael Cuomo, Maria Iorio, KMUProduktionen, Renate Lorenz, Uriel Orlow, Eran Schaerf, Tim Zulauf | Andrea Thal                                                                       |      |
| Thailandia                           | Paradiso Gallerie                                | Paradiso di Navin                                                                                                   | Navin Rawanchaikul | Pandit Chanrochanakit, Steven Pettifor                                            |      |
| Turchia                              | Artiglierie all'Arsenale                         | Plan B | Ayse Erkmen | Fulya Erdemci, Danae Mossman                                                      |      |
| Ucraina                              | Chiesa di San Fantin                             | Post-vs-Proto-Renaissance                                                                                           | Oksana Mas | Achille Bonito Oliva, Oleksiy Rogotchenko, Ute Kilter, Diana Fedorova-Pecherskaya |      |
| Ungheria                             | Giardini                                         | Crash - Passive interview                                                                                           | Hajnal Nemeth | Miklós Peternák                                                                   |      |
| Uruguay                              | Giardini                                         | Un lugar común / Un luogo comune                                                                                    | Alejandro Cesarco, Magela Ferrero | Clio E. Bugel                                                                     |      |
| Venezuela                            | Giardini                                         | Espacios | Francisco Bassim, Clemencia Labin, Yoshi | Luis Hurtado                                                                      |      |
| Zimbabwe                             | Istituto Provinciale Santa Maria della Pietà     | Seeing ourselves: questioning our geographical landscape and the space we occupy from yesterday, today and tomorrow | Berry Bickle, Calvin Dondo, Tapfuma Gutsa, Misheck Masamvu | Raphael Chikukwa                                                                  |      |

### Istituto Italo-Latino Americano
Venerdì 3 giugno è stato inaugurato il Padiglione dell'Istituto Italo-Latino Americano (IILA), con il sostegno del Goethe Institut e la partecipazione di artisti dell'America Latina. Il tema dell'esposizione, Entre Siempre y Jamás, citazione di una poesia dell'uruguayano Mario Benedetti, dedicata al Bicentenario dell'Indipendenza latinoamericana.
| Paese                   | Luogo                  | Titolo                | Artista/i | Curatore/i                                   | Note |
| ----------------------- | ---------------------- | --------------------- | --- | -------------------------------------------- | ---- |
| Argentina               | Isolotto dell'Arsenale | Entre Siempre y Jamás | Leticia El Halli Obeid | Alfons Hug, Paz Guevara, Patricia Rivadenera |      |
| Bolivia                 | Isolotto dell'Arsenale | Entre Siempre y Jamás | Narda Alvarado | Alfons Hug, Paz Guevara, Patricia Rivadenera |      |
| Brasile                 | Isolotto dell'Arsenale | Entre Siempre y Jamás | Neville D'Almeida | Alfons Hug, Paz Guevara, Patricia Rivadenera |      |
| Cile                    | Isolotto dell'Arsenale | Entre Siempre y Jamás | Sebastián Preece | Alfons Hug, Paz Guevara, Patricia Rivadenera |      |
| Colombia                | Isolotto dell'Arsenale | Entre Siempre y Jamás | Juan Fernando Herrán | Alfons Hug, Paz Guevara, Patricia Rivadenera |      |
| Costa Rica              | Isolotto dell'Arsenale | Entre Siempre y Jamás | Sila Chanto | Alfons Hug, Paz Guevara, Patricia Rivadenera |      |
| Cuba                    | Isolotto dell'Arsenale | Entre Siempre y Jamás | Reynier Leyva Novo | Alfons Hug, Paz Guevara, Patricia Rivadenera |      |
| Rep. Dominicana         | Isolotto dell'Arsenale | Entre Siempre y Jamás | David Pérez Karmadavis | Alfons Hug, Paz Guevara, Patricia Rivadenera |      |
| Ecuador                 | Isolotto dell'Arsenale | Entre Siempre y Jamás | María Rosa Jijón | Alfons Hug, Paz Guevara, Patricia Rivadenera |      |
| El Salvador             | Isolotto dell'Arsenale | Entre Siempre y Jamás | Walterio Iraheta | Alfons Hug, Paz Guevara, Patricia Rivadenera |      |
| Guatemala               | Isolotto dell'Arsenale | Entre Siempre y Jamás | Regina José Galindo | Alfons Hug, Paz Guevara, Patricia Rivadenera |      |
| Honduras                | Isolotto dell'Arsenale | Entre Siempre y Jamás | Adán Vallecillo | Alfons Hug, Paz Guevara, Patricia Rivadenera |      |
| Messico                 | Isolotto dell'Arsenale | Entre Siempre y Jamás | Julieta Aranda | Alfons Hug, Paz Guevara, Patricia Rivadenera |      |
| Nicaragua               | Isolotto dell'Arsenale | Entre Siempre y Jamás | Rolando Castellón | Alfons Hug, Paz Guevara, Patricia Rivadenera |      |
| Panama                  | Isolotto dell'Arsenale | Entre Siempre y Jamás | Humberto Vélez | Alfons Hug, Paz Guevara, Patricia Rivadenera |      |
| Paraguay                | Isolotto dell'Arsenale | Entre Siempre y Jamás | Claudia Casarino | Alfons Hug, Paz Guevara, Patricia Rivadenera |      |
| Perù                    | Isolotto dell'Arsenale | Entre Siempre y Jamás | Fernando Gutiérrez | Alfons Hug, Paz Guevara, Patricia Rivadenera |      |
| Uruguay                 | Isolotto dell'Arsenale | Entre Siempre y Jamás | Martín Sastre | Alfons Hug, Paz Guevara, Patricia Rivadenera |      |
| Venezuela               | Isolotto dell'Arsenale | Entre Siempre y Jamás | Alexander Apóstol | Alfons Hug, Paz Guevara, Patricia Rivadenera |      |
| Partecipazioni speciali | Isolotto dell'Arsenale | Entre Siempre y Jamás | Alberto Maria de Agostini (Italia), Gianfranco Foschino (Italia/Cile), Christine de la Garenne (Germania), Olaf Holzapfel con Teresa, Mirta, Dionisia, Noelia e Luisa Gutiérrez della comunità indigena Wichi (Germania/Argentina), Bjørn Melhus (Norvegia/Germania) | Alfons Hug, Paz Guevara, Patricia Rivadenera |      |

### Central Asia Pavilion
Palazzo Malipiero ha ospitato il Padiglione dell'Asia centrale che presentava le opere di undici artisti di quattro repubbliche dell'Asia centrale ex sovietica. 
Il titolo scelto dai curatori, Lingua Franca, era un riferimento allo studio delle pratiche artistiche contemporanee come una sorta di lingua franca/linguaggio di comunicazione globale.
| Paese        | Luogo             | Titolo                     | Artista/i                                                            | Curatore/i                                         | Note |
| ------------ | ----------------- | -------------------------- | -------------------------------------------------------------------- | -------------------------------------------------- | ---- |
| Kazakistan   | Palazzo Malipiero | Lingua Franca / Франк Тили | Said Atabekov, Galim Madanov, Yerbossyn Meldibekov, Zauresh Terekbay | Oksana Shatalova, Boris Chukhovich, Georgy Mamedov |      |
| Kirghizistan | Palazzo Malipiero | Lingua Franca / Франк Тили | Natalia Andrianova, Marat Raiymkulov, Adis Seitaliev                 | Oksana Shatalova, Boris Chukhovich, Georgy Mamedov |      |
| Tagikistan   | Palazzo Malipiero | Lingua Franca / Франк Тили | Aleksey Rumyantsev, Alla Rumyantseva                                 | Oksana Shatalova, Boris Chukhovich, Georgy Mamedov |      |
| Uzbekistan   | Palazzo Malipiero | Lingua Franca / Франк Тили | Artyom Ernst, Alexander Nikolaev                                     | Oksana Shatalova, Boris Chukhovich, Georgy Mamedov |      |

### Padiglione Italia
Il Padiglione Italia, che occupava le Tese delle Vergini in Arsenale con l'aggiunta delle Tese dei Soppalchi, era a cura di Vittorio Sgarbi e aveva per titolo L'arte non è cosa nostra. Il curatore aveva individuato personalità di riconosciuto prestigio internazionale – scrittori, poeti, registi, uomini di pensiero, ma non critici d'arte – ognuno dei quali aveva indicato un artista.

Il Padiglione Italia era completato dalle opere di 200 giovani artisti che avevano fequentato le Accademie di belle arti d'Italia negli ultimi 10 anni e i cui lavori erano presentati alle Tese di San Cristoforo, di fronte all’Arsenale.
Il progetto del Padiglione Italia alla Biennale rientrava nelle manifestazioni per il 150º anniversario dell'Unità d'Italia.
Gli artisti del Padiglione Italia (L'arte non è cosa nostra): Carla Accardi, Rosetta Acerbi Petrassi, Valerio Adami, Lois Anvidalfarei, Gloria Argelés, Agostino Arrivabene, Adriana Asti, Patrizia Atti, Enrico Bafico, Vincenzo Balena, Corrado Balest, Olivo Barbieri, Giuseppe Bartolini, Paolo Bazzocchi, Vanessa Beecroft, Renato Begnoni, Giuseppe Bergomi, Pino Bertelli, Bertozzi & Casoni, Jasmine Bertusi, Pietro Bestetti, Giuseppe Biagi, Alberto Biasi, Olimpia Biasi, Antonio Biasiucci, Paolo Bielli, Luigi Boille, Piero Bolla, Federico Bonaldi, Agostino Bonalumi, Andrea Bonaventura, Pietro Boragina, Robert Bosisio, Maurizio Bottoni, Paolo Bozzato, Ferdinando Brachetti Peretti, Aurelio Bulzatti, Alessandro Busci, Sofia Cacciapaglia, Lucianella Cafagna, Erika Calesini, Luca Campigotto, Clarissa Campironi, Ciriaco Campus, Lorenzo Capellini, Giuseppe Capitano, Giovanni Cappello, Felipe Cardeña, Eugenio Carmi, Bruno Caruso, Arturo Casanova, Chiara Caselli, Bruno Cattani, Roberta Cavallari, Giorgio Celiberti, Pino Chimenti, Michele Ciacciofera, Marco Colazzo, Gianluigi Colin, Davide Coltro, Confraternite Madunnara e Signurara, Paolo Consorti, Leonardo Cremonini, Alberto Croce, Luca Crocicchi, Enzo Cucchi, Grazia Cucco, Vanni Cuoghi, Salvatore Cuschera, Bruno D'Arcevia, Angelo Davoli, Ettore de Conciliis, Francesco De Grandi, Antonio De Luca, Danilo De Marco, Dominique Degli Esposti, Enrico Della Torre, Marco Delogu, Fulvio Di Piazza, Stefano Di Stasio, Filippo Dobrilla, Marco Dolcetta, Maria Dompè, Mario Dondero, Mario Donizetti, Gillo Dorfles, Isabella Ducrot, Giuseppe Ducrot, Pablo Echaurren, Theo Eshetu, Lello Esposito, Marilù Eustachio, Fabrizio Fabbri, Mario Fallani, Stefano Faravelli, Franco Fedeli, Monica Ferrando, Roberto Ferri, Giorgia Fiorio, Lino Fiorito, Giosetta Fioroni, Lorenzo Fonda, Attilio Forgioli, Silvio Formichetti, Roberta Fosca Fossati, Antonio Bernardo Fraddosio, Mario Francesconi, Giovanni Frangi, Luigi Frappi, Greta Frau, Lino Frongia, Alessandro Gallo, Paola Gandolfi, Salvatore Garau, Fernando Garbellotto, Ferruccio Gard, Carlo Gavazzeni, Pietro Geranzani, Isabella Gherardi, Cristina Ghergo, Luigi Ghersi, Carmelo Giallo, Marina Giannobi, Paolo Giorgi, Alessandra Giovannoni, Gaetano Giuffrè, Gabriele Giugni, Marco Grassi, Ettore Greco, Graziano Gregori, Ezio Gribaudo, Carin Grudda, Carlo Guarienti, Paolo Gubinelli, Piero Guccione, Franco Guerzoni, Guido Guidi, Paolo Icaro, Cesare Inzerillo, Pierluigi Isola, Giovanni Iudice, Mimmo Jodice, Marcello Jori, Alessandro Kokocinski, Maya Kokocinski Molero, Jannis Kounellis, Beppe Labianca, Silvio Lacasella, Massimo Lagrotta, Francesco Lauretta, Silvia Lelli Masotti, Francesca Leone, Massimo Listri, Marcello Lo Giudice, Enrico Lombardi, Trento Longaretti, Nino Longobardi, Carlo Lorenzetti, Raimondo Lorenzetti, Bernardino Luino, Roberto Maini, Giovanni Manfredini, Riccardo Mannelli, Adelchi-Riccardo Mantovani, Federica Marangoni, Mirco Marchelli, Teresa Maresca, Carlo Maria Mariani, Marcello Mariani, Massimo Mariano, Gino Marotta, Antonio Marras, Andrea Martinelli, Florencia Martinez, Filippo Martinez, Raffaele Martini Pandozy, Julia Mastrogiacomo, Luciana Matalon, Franco Matticchio, Patrizia Medail, Renato Meneghetti, Pepi Merisio, Luna Miscuglio, Giuseppe Modica, Veronica Montanino, Elisa Montessori, Stefano Mosena, Orlando Mostyn Owen, Riccardo Muratori, Arrigo Musti, Bruno Muzzolini, Dario Neira, Antonio Nocera, Serena Nono, Gianfranco Notargiacomo, Angelo Olivieri, Luigi Ontani, Giorgio Ortona, Fabrizia Paglia, Mimmo Paladino, Giulio Paolini, Alessandro Papetti, Antonio Paradiso, Gianfranco Pardi, Verdiana Patacchini, Luca Maria Patella, Antonio Pedretti, Max Pellegrini, Simone Pellegrini, Tullio Pericoli, Achille Perilli, Gaetano Pesce, Marco Petrus, Marcello Pietrantoni, Ercole Pignatelli, Franca Pisani, Michelangelo Pistoletto, Donata Pizzi, Piero Pizzi Cannella, Franco Politano, Antonio Pasquale Prima, Lidia Puglioli, Giuseppe Puglisi, Lorenzo Quinn, Rabarama, Carol Rama, Catone Ramello, Tobia Ravà, Erik Ravelo, Eros Renzetti, Loris Nelson Ricci, Enrico Robusti, Fausto Roma, Paola Romano, Claudio Rosi, Marco Nereo Rotelli, Gino Sabatini Odoardi, Roberto Salbitani, Nicola Samorì, Anna Santinello, Franco Sarnari, Sergio Sarra, Ruggero Savinio, Diana Sblano, Salvatore Scafiti, Livio Scarpella, Luigi Serafini, Mattia Serra, Daniela Severi, Federico Severino, Bernardo Siciliano, Raimondo Sirotti, Piero Slongo, Giovanni Soccol, 
Giorgio Somalvico, Pietro Spica, Antonio Stagnoli, Sergio Staino, Tino Stefanoni, Alberto Sughi, Giampaolo Talani, Luca Tamagnini, Giovanni Tamburelli, Dora Tass, Giorgio Tonelli, Lucio Trizzino, Paolo Troilo, Duccio Trombadori, Wainer Vaccari, Paolo Vallorz, Carlo Valsecchi, Giuliano Vangi, Giuseppe Veneziano, Luciano Ventrone, Paolo Ventura, Piero Vignozzi, Giancarlo Vitali, Velasco Vitali, Anna Vivante, Cordelia von den Steinen, Elio Waschimps, Sergio Zanni, Marco Zanta.
I clandestini (I clandestini delle Accademie contro le Accademie): Luca Abate, Alice Basile, Margherita Ragno, Vincenzo Sorrentino, Andreas Zampella.
Gli artisti del Museo della mafia: Mimmo Centonze, Cesare Inzerillo, Antonio Manfredi, Marilena Manzella, Francesco Pirella, Omar Ronda, Paolo Vegas.

### Padiglione Venezia
Il Padiglione Venezia, ai Giardini della Biennale, dopo alcune settimane di lavori di restauro, è stato inaugurato il 4 giugno con Mariverticali di Fabrizio Plessi, scelto dal curatore Renzo Dubbini per il legame che l'artista aveva con Venezia, luogo ideale per le sue riflessioni sull'acqua.

## Meetings on Art
Nel periodo dell'esposizione si sono tenuti i Meetings on Art: una serie di incontri e seminari con artisti, curatori, filosofi e studiosi.
- il 3 luglio presso il Teatro Piccolo Arsenale la conferenza/discussione informale A Short Talk on Places con Laurie Anderson;[24]
- il 3 settembre presso il para-padiglione di Oscar Tuazon, ai Giardini, la conversazione Rimbaud, Poetry & Rock’n’ Roll con Patti Smith e Karl Holmqvist;[25]
- il 1º ottobre presso la Sala delle colonne di Ca' Giustinian il dialogo filosofico IllumiNAZIONI: l'arte e la comunità con Carlo Sini e Tommaso Tuppini;[26]
- il 22 ottobre presso il Teatro alle Tese la conversazione Tintoretto e la Biennale: gli effetti di una contestualizzazione con Achille Bonito Oliva, Cecilia Canziani, Pericle Guaglianone, Roland Krischel e Haroon Mirza;[27]
- il 29 ottobre presso il Teatro alle Tese la conversazione Tintoretto e la Biennale: il pittore della luce e la Biennale delle Illuminazioni con Paolo Baratta, Renato Barilli, Melania Mazzucco, Giandomenico Romanelli e l'abate Norberto Villa;[28]
- il 19 novembre presso il Teatro alle Tese la conferenza L'arte di oggi: tra globalizzazione e nazioni, stanzialità e nomadismo con Nicolas Bourriaud, Marta Kuzma, Gianfranco Maraniello;
- il 20 novembre presso il Teatro alle Tese la conferenza La definizione di una nuova soggettività: la fotografia da Luigi Ghirri ad Annette Kelm con David Campany, Giovanni Carmine, Daniela Salvioni, Shirana Shahbazi;[29]
- il 26 novembre presso il Teatro alle Tese le due sessioni Parliamo di noi: Blockbuster o Betablocker: curatore di Biennale, curatore di museo con Paolo Baratta, Bice Curiger, Germano Celant, Massimiliano Gioni, Hans Ulrich Obrist e Letizia Ragaglia; Parliamo di noi: Blockbuster o Betablocker: curatore di museo, curatore di Biennale con Paolo Baratta, Diana Baldon, Giovanni Carmine, Okwui Enwezor, Beatrix Ruf e Vicente Todolí;[30][31]
- il 27 novembre presso il Teatro alle Tese la terza sessione Parliamo di noi: Che cosa abbiamo combinato con Paolo Baratta, Bice Curiger, Francesco Bonami, Daniel Birnbaum, María de Corral, Rosa Martínez e Robert Storr, curatori delle Biennali precedenti.[30][31]

## Eventi collaterali
37 eventi collaterali, approvati dalla curatrice Bice Curiger e promossi da enti e istituzioni pubbliche e private senza scopo di lucro, sono stati organizzati in numerose sedi della città di Venezia, proponendo un'ampia offerta di contributi e partecipazioni.

## Giuria
Il 27 aprile 2011 il Consiglio di amministrazione della Biennale di Venezia ha nominato la Giuria che assegna i Premi:
- Hassan Khan (Egitto) - Presidente
- Carol Yinghua Lu (Cina)
- Christine Macel (Francia)
- Letizia Ragaglia (Italia)
- John Waters (Stati Uniti)

## Premi
La cerimonia di premiazione è avvenuta il 4 giugno nello Spazio Esedra ai Giardini.
- Leone d'oro per la miglior Partecipazione nazionale: Germania, per A Church of Fear vs. the Alien Within di Christoph Schlingensief
  - Menzione speciale alle Partecipazioni nazionali: Lituania per Behind the White Curtain di Darius Mikšys
- Leone d'oro per il miglior artista di ILLUMInazioni: Christian Marclay (Stati Uniti) per The Clock
- Leone d'argento per un promettente giovane artista di ILLUMInazioni: Haroon Mirza (Gran Bretagna)
  - Menzione speciale a: Klara Lidén (Svezia)

- Leone d'oro alla carriera:[36] Sturtevant e Franz West

## Pubblicazioni
- (IT, EN) Biennale Arte 2011 (brochure), Venezia, La Biennale di Venezia, 2011.
- Bice Curiger, Giovanni Carmine (a cura di), ILLUMInazioni - 54. Esposizione Internazionale d'Arte - Catalogo, Venezia, Marsilio, 2011, ISBN 978-88-317-0911-8.
- Bice Curiger, Giovanni Carmine (a cura di), ILLUMInazioni - 54. Esposizione Internazionale d'Arte - Catalogo breve, Venezia, Marsilio, 2011, ISBN 978-88-317-1053-4.
- Bice Curiger, Giovanni Carmine (a cura di), ILLUMInazioni - 54. Esposizione Internazionale d'Arte - Guida breve, Venezia, Marsilio, 2011.
- Vittorio Sgarbi (a cura di), L'arte non è cosa nostra, Milano, Skira, 2011, ISBN 978-88-572-1158-9.